# Negreaella fundorai
Negreaella fundorai is een hooiwagen uit de familie Biantidae.